# Toro (Barceló)
Pour les articles homonymes, voir Toro.
Toro est un ensemble de deux lithographies réalisées par le peintre Miquel Barceló en 1990, sur fond mauve rosé, toutes deux de couleur et de format identiques, traitant du même sujet vu sous des angles différents.

## Historique
Ces deux œuvres tout d'abord intitulées Sans titre,  font partie d'un ensemble d'œuvres taurines exposées à la galerie Bruno Bischofberger  de Zurich, (Suisse) en 1991 et confrontées aux photographies de Lucien Clergue. Les lithographies se distinguent des grandes techniques mixtes sur toile de l'exposition en cela qu'elles ont toutes pour sujet le taureau. Elles ne sont tirées qu'à 26 exemplaires . Elles ont été ensuite intitulées Toro et Toro-banderilles pour les différencier .

## Description
Le Toro I est impressionnant de puissance, dressé au milieu de tourbillons de traits noirs. On distingue sur son dos les banderilles. Il donne l'impression de vouloir s'en débarrasser en piétinant le sable en rond, faisant voler la poussière (traitée en noir) autour de lui. 
Le Taureau-banderilles (Toro II) est plus statique, tête baissée, massif, il ne bouge pas. Seules des volutes noires tourbillonnantes tracées par l'artiste donnent le sentiment que l'animal s'est déjà beaucoup agité et qu'il attend.
À l'exception de deux autres lithographies de taille plus réduite, La Tête de taureau, (52 ×  67 cm, 26 exemplaires sur papier peint orange), et Le Taureau, (98 × 67 cm, 100 exemplaires sur papier teinté à la main), le taureau n'est pratiquement jamais mis au premier plan dans les œuvres de cette exposition. Le sujet principal étant l'arène (66x 90, lithographie sur papier fait-main, et 90 × 66, lithographie sur papier fait-main.
Une autre tête de taureau a été réalisée en lithographie et tirée à 100 exemplaires par la galerie Bischoberger en 1991 : une tête de taureau  de 29 × 25 cm sur papier teinté à la main.